# Geranium suzukii
Geranium suzukii là một loài thực vật có hoa trong họ Mỏ hạc. Loài này được Masam. mô tả khoa học đầu tiên năm 1931.